# Darío Muchotrigo
Darío Muchotrigo (Lima, 17 de diciembre de 1970) es un exfutbolista peruano. Jugaba de delantero y actualmente es asistente de campo en el FBC Melgar de la Primera División del Perú.

## Trayectoria
Jugó en las divisiones menores de Alianza Lima y sería en este club que debutaría en la profesional el 13 de abril de 1991, en el partido que Alianza goleó a Octavio Espinosa de Ica por 4-0 en Matute, por el primer Regional Metropolitano. Jugó en varios equipos extranjeros y recaló en varios equipos de provincias de Perú. 

## Selección nacional
Jugó las eliminatorias de Estados Unidos 1994 y Corea-Japón 2002. En la primera de ellas le hizo un gol a Paraguay, permitiendo que el equipo peruano sume un punto después de 11 fechas. También disputó la Copa América 2001.

## Clubes

### Estadísticas
| Club                             | Temporada           | Liga | Liga | Copas Nacionales | Copas Nacionales | Copas internacionales | Copas internacionales | Total | Total |
| Club                             | Temporada           | PJ   | G    | PJ               | G                | PJ                    | G                     | PJ    | G     |
| -------------------------------- | ------------------- | ---- | ---- | ---------------- | ---------------- | --------------------- | --------------------- | ----- | ----- |
| Alianza Lima · Perú              | 1991                | ?    | 3    | –                | –                | –                     | –                     | ?     | 3     |
| Alianza Lima · Perú              | 1992                | ?    | 2    | –                | –                | –                     | –                     | ?     | 2     |
| Alianza Lima · Perú              | 1993                | ?    | 7    | ?                | 0                | –                     | –                     | ?     | 7     |
| Alianza Lima · Perú              | 1994                | ?    | 14   | ?                | 1                | 5                     | 0                     | ?     | 15    |
| Alianza Lima · Perú              | 1995                | 43   | 9    | –                | –                | 8                     | 0                     | 51    | 9     |
| Alianza Lima · Perú              | 1996                | 5    | 0    | –                | –                | –                     | –                     | 5     | 0     |
| Alianza Lima · Perú              | Total               | ?    | 35   | ?                | 1                | 13                    | 0                     | 109   | 36    |
| Tecos de la UAG · México         | 1996/97             | 8    | 0    | -                | -                | -                     | -                     | 8     | 0     |
| Tecos de la UAG · México         | Total               | 8    | 0    | -                | -                | -                     | -                     | 8     | 0     |
| Alianza Lima · Perú              | 1997                | 6    | 0    | –                | –                | –                     | –                     | 6     | 0     |
| Alianza Lima · Perú              | Total               | 6    | 0    | -                | -                | -                     | -                     | 6     | 0     |
| Juan Aurich · Perú               | 1998                | 13   | 3    | –                | –                | –                     | –                     | 13    | 3     |
| Juan Aurich · Perú               | Total               | 13   | 3    | -                | -                | -                     | -                     | 13    | 3     |
| Ionikos · Grecia                 | 1998/99             | 27   | 8    | –                | –                | –                     | –                     | 27    | 8     |
| Ionikos · Grecia                 | 1999/00             | 29   | 4    | –                | –                | 2                     | 0                     | 31    | 4     |
| Ionikos · Grecia                 | 2000/01             | 24   | 2    | –                | –                | –                     | –                     | 24    | 2     |
| Ionikos · Grecia                 | Total               | 80   | 14   | -                | -                | 2                     | 0                     | 82    | 14    |
| Juan Aurich · Perú               | 2002                | ?    | 2    | –                | –                | –                     | –                     | ?     | 2     |
| Juan Aurich · Perú               | Total               | ?    | 2    | -                | -                | -                     | -                     | ?     | 2     |
| Estudiantes de Medicina · Perú   | 2002                | 18   | 2    | –                | –                | -                     | -                     | 18    | 2     |
| Estudiantes de Medicina · Perú   | Total               | 18   | 2    | -                | -                | -                     | -                     | 18    | 2     |
| Charlotte Eagles Estados Unidos  | 2003                | 7    | 1    | –                | –                | -                     | -                     | 7     | 1     |
| Charlotte Eagles Estados Unidos  | Total               | 7    | 1    | -                | -                | -                     | -                     | 7     | 1     |
| Deportivo Pereira · Colombia     | 2004                | 3    | 0    | –                | –                | -                     | -                     | 3     | 0     |
| Deportivo Pereira · Colombia     | Total               | 3    | 0    | -                | -                | -                     | -                     | 3     | 0     |
| Universidad de San Martín · Perú | 2005                | 4    | 0    | –                | –                | -                     | -                     | 4     | 0     |
| Universidad de San Martín · Perú | Total               | 4    | 0    | -                | -                | -                     | -                     | 4     | 0     |
| Unión Huaral · Perú              | 2005                | 4    | 0    | –                | –                | –                     | –                     | 4     | 0     |
| Unión Huaral · Perú              | 2006                | 17   | 2    | –                | –                | –                     | –                     | 17    | 2     |
| Unión Huaral · Perú              | Total               | 21   | 2    | -                | -                | -                     | -                     | 21    | 2     |
| Hijos de Acosvinchos · Perú      | 2009                | 15   | 3    | –                | –                | -                     | -                     | 15    | 3     |
| Hijos de Acosvinchos · Perú      | Total               | 15   | 3    | -                | -                | -                     | -                     | 15    | 3     |
| Total en su carrera              | Total en su carrera | +223 | 62   | -                | 1                | 15                    | 0                     | +238  | 63    |

### Como asistente técnico
| Club                 | País | Año             |
| -------------------- | ---- | --------------- |
| FBC Melgar (Reserva) | Perú | 2014-           |
| FBC Melgar           | Perú | 2016 - Presente |

## Palmarés

### Torneos cortos
| Título          | Club         | País | Año  |
| --------------- | ------------ | ---- | ---- |
| Torneo Clausura | Alianza Lima | Perú | 1997 |

### Campeonatos nacionales
| Título                    | Club         | País | Año  |
| ------------------------- | ------------ | ---- | ---- |
| Primera División del Perú | Alianza Lima | Perú | 1997 |